# Helsinki Roosters 2024
Questa voce raccoglie le informazioni riguardanti gli Helsinki Roosters nelle competizioni ufficiali della stagione 2024.

## Maschile

### Vaahteraliiga 2024

#### Stagione regolare
| Helsinki 16 maggio 2024, ore 18:30 1ª giornata | Helsinki Roosters | 28 – 12 (7-0 14-12 7-0 0-0) referto | Wasa Royals | Velodromo di Helsinki |

| Helsinki 24 maggio 2024, ore 18:30 2ª giornata | Helsinki Roosters | 28 – 7 (0-0 7-0 14-0 7-7) referto | Porvoon Butchers | Velodromo di Helsinki |

| Helsinki 30 maggio 2024, ore 18:30 3ª giornata | Helsinki Roosters | 63 – 7 (21-0 21-7 0-0 21-0) referto | Lohja Crusaders | Velodromo di Helsinki |

| Helsinki 6 giugno 2024, ore 18:30 4ª giornata | Helsinki Wolverines | 0 – 63 (0-14 0-21 0-21 0-7) referto | Helsinki Roosters | Velodromo di Helsinki |

| Kuopio 27 giugno 2024, ore 18:30 6ª giornata | Kuopio Steelers | 24 – 14 (0-0 7-0 3-7 14-7) referto | Helsinki Roosters | Väinölänniemen stadion |

| Seinäjoki 5 luglio 2024, ore 18:30 7ª giornata | Seinäjoki Crocodiles | 19 – 27 (6-7 6-7 0-7 7-6) referto | Helsinki Roosters | Wirokit Stadion |

| Helsinki 11 luglio 2024, ore 18:30 8ª giornata | Helsinki Roosters | 42 – 7 (7-0 14-0 7-7 14-0) referto | Helsinki Wolverines | Velodromo di Helsinki |

| Helsinki 26 luglio 2024, ore 18:30 10ª giornata | Helsinki Roosters | 34 – 13 (0-0 20-6 7-7 7-0) referto | Kuopio Steelers | Velodromo di Helsinki |

| Helsinki 3 agosto 2024, ore 16:30 11ª giornata | Helsinki Roosters | 42 – 35 (7-7 7-10 7-3 21-15) referto | Seinäjoki Crocodiles | Velodromo di Helsinki |

| Lohja 8 agosto 2024, ore 18:30 12ª giornata | Lohja Crusaders | 0 – 79 (0-21 0-30 0-28 0-0) referto | Helsinki Roosters | Harjun kenttä |

| Porvoo 15 agosto 2024, ore 18:00 13ª giornata | Porvoon Butchers | 14 – 21 (0-7 7-0 7-0 0-14) referto | Helsinki Roosters | Porvoon Keskuskenttä |

| Vaasa 22 agosto 2024, ore 18:00 14ª giornata | Wasa Royals | 17 – 14 (7-0 0-6 0-0 10-8) referto | Helsinki Roosters | Kaarlen kenttä |

#### Playoff
| Helsinki 1º settembre 2024, ore 14:00 Semifinale | Helsinki Roosters | 41 – 14 (14-0 20-7 0-0 7-7) referto | Porvoon Butchers | Velodromo di Helsinki |

| Helsinki 8 settembre 2024, ore 15:00 Vaahteramalja | Helsinki Roosters | 49 – 14 (14-7 14-0 14-7 7-0) referto | Seinäjoki Crocodiles | Bolt Arena |
| Jauhiainen 9':47" Q1 ( TD ) 42yd pass from Urjansson Ruohonen Q1 ( pat ) Greenfield 1':05" Q1 ( TD ) 41yd run Ruohonen Q1 ( pat ) Rautiainen 9':54" Q2 ( TD ) 26yd pass from Nunnelly Ruohonen Q2 ( pat ) Greenfield 3':59" Q2 ( TD ) 3yd pass from Urjansson Ruohonen Q2 ( pat ) Jauhiainen 5':38" Q3 ( TD ) 6yd pass from Urjansson Ruohonen Q3 ( pat ) Jauhiainen 0':29" Q3 ( TD ) 9yd pass from Urjansson Ruohonen Q3 ( pat ) Nunnelly 6':59" Q4 ( TD ) 3yd pass from Urjansson Ruohonen Q4 ( pat ) Marcatori Ja. Särkelä 2':02" Q1 ( TD ) 2yd pass from Arrambide Mäki-Maunus Q1 ( pat ) Powell 9':56" Q3 ( TD ) 90yd pass from Arrambide Mäki-Maunus Q3 ( pat ) |                   | |                      |            |
| |                   | |                      |            |
| Jauhiainen 9':47" Q1 (TD) 42yd pass from Urjansson Ruohonen Q1 (pat) Greenfield 1':05" Q1 (TD) 41yd run Ruohonen Q1 (pat) Rautiainen 9':54" Q2 (TD) 26yd pass from Nunnelly Ruohonen Q2 (pat) Greenfield 3':59" Q2 (TD) 3yd pass from Urjansson Ruohonen Q2 (pat) Jauhiainen 5':38" Q3 (TD) 6yd pass from Urjansson Ruohonen Q3 (pat) Jauhiainen 0':29" Q3 (TD) 9yd pass from Urjansson Ruohonen Q3 (pat) Nunnelly 6':59" Q4 (TD) 3yd pass from Urjansson Ruohonen Q4 (pat) | Marcatori         | Ja. Särkelä 2':02" Q1 (TD) 2yd pass from Arrambide Mäki-Maunus Q1 (pat) Powell 9':56" Q3 (TD) 90yd pass from Arrambide Mäki-Maunus Q3 (pat) |                      |            |

### Statistiche di squadra
| Competizione      | %Vittorie | In casa | In casa | In casa | In casa | In casa | In casa | In trasferta | In trasferta | In trasferta | In trasferta | In trasferta | In trasferta | Totale | Totale | Totale | Totale | Totale | Totale |
| Competizione      | %Vittorie | G       | V       | N       | P       | Pf      | Ps      | G            | V            | N            | P            | Pf           | Ps           | G      | V      | N      | P      | Pf     | Ps     |
| ----------------- | --------- | ------- | ------- | ------- | ------- | ------- | ------- | ------------ | ------------ | ------------ | ------------ | ------------ | ------------ | ------ | ------ | ------ | ------ | ------ | ------ |
| Stagione regolare | .833      | 6       | 6       | 0       | 0       | 237     | 81      | 6            | 4            | 0            | 2            | 218          | 74           | 12     | 10     | 0      | 2      | 455    | 155    |
| Playoff           | 1.000     | 2       | 2       | 0       | 0       | 90      | 28      | 0            | 0            | 0            | 0            | 0            | 0            | 2      | 2      | 0      | 0      | 90     | 28     |
| Totale            | .857      | 8       | 8       | 0       | 0       | 327     | 109     | 4            | 4            | 0            | 2            | 218          | 74           | 14     | 12     | 0      | 2      | 545    | 183    |

### Statistiche personali

#### Marcatori
| Giocatore  | Ruolo | TD rush | TD recv | TD int | TD p.ret | TD k.ret | TD oth | Xp1   | Xp2 | FG  | Saf | Totale |
| ---------- | ----- | ------- | ------- | ------ | -------- | -------- | ------ | ----- | --- | --- | --- | ------ |
| Greenfield |       | 15+1    | 5+2     | 0      | 0        | 0        | 0      | 0     | 0   | 0   | 0   | 138    |
| Nunnelly   |       | 0       | 16+1    | 0      | 0        | 0        | 0      | 0     | 0   | 0   | 0   | 102    |
| Ruohonen   |       | 0       | 0       | 0      | 0        | 0        | 0      | 36+12 | 0   | 0+2 | 0   | 54     |
| Pajarinen  |       | 6+1     | 0       | 0      | 0        | 0        | 0      | 0     | 0   | 0   | 0   | 42     |
| Jauhiainen |       | 0       | 3+3     | 0      | 0        | 0        | 0      | 1     | 0   | 0   | 0   | 37     |
| Olin       |       | 2       | 1       | 0      | 0        | 0        | 0      | 12    | 0   | 1   | 0   | 33     |
| Pitkänen   |       | 0       | 4       | 0      | 0        | 0        | 0      | 0     | 0   | 0   | 0   | 24     |
| Rautiainen |       | 0       | 2+1     | 0      | 0        | 0        | 0      | 0     | 0   | 0   | 0   | 18     |
| Vehkomäki  |       | 0       | 2+1     | 0      | 0        | 0        | 0      | 0     | 0   | 0   | 0   | 18     |
| Sahlsten   |       | 0       | 0       | 0      | 0        | 0        | 0      | 11    | 0   | 2   | 0   | 17     |
| Valasti    |       | 0       | 0+1     | 1      | 0        | 0        | 0      | 0     | 1   | 0   | 0   | 14     |
| Bell       |       | 0       | 0       | 0      | 2        | 0        | 0      | 0     | 0   | 0   | 0   | 12     |
| Tähkäpää   |       | 0       | 2       | 0      | 0        | 0        | 0      | 0     | 0   | 0   | 0   | 12     |
| Jokinen    |       | 0       | 0       | 1      | 0        | 0        | 0      | 0     | 0   | 0   | 0   | 6      |
| Toijala    |       | 0       | 0       | 0+1    | 0        | 0        | 0      | 0     | 0   | 0   | 0   | 6      |
| Tuovinen   |       | 0       | 0       | 1      | 0        | 0        | 0      | 0     | 0   | 0   | 0   | 6      |
| Urjansson  |       | 1       | 0       | 0      | 0        | 0        | 0      | 0     | 0   | 0   | 0   | 6      |

#### Passer rating
| Giocatore   | G    | Att    | Comp   | Int | Yds      | TD   | NFL    | NCAA   |
| ----------- | ---- | ------ | ------ | --- | -------- | ---- | ------ | ------ |
| Silomaa     | 4    | 52     | 33     | 2   | 504      | 5    | 111,38 | 168,90 |
| Urjansson   | 11+2 | 285+49 | 179+33 | 5+0 | 2264+410 | 29+7 | 118,03 | 163,30 |
| Hietakunnas | 5+1  | 20+1   | 9+0    | 0+1 | 174+0    | 1+0  | 68,35  | 118,65 |
| Greenfield  | 0+1  | 0+1    | 0+1    | 0+0 | 0+3      | 0+1  |        |        |
| Nunnelly    | 0+1  | 0+1    | 0+1    | 0+0 | 0+26     | 0+1  |        |        |

## Femminile

### Naisten I-divisioona 2024

#### Stagione regolare
| Helsinki 4 maggio 2024, ore 17:00 1ª giornata | Helsinki Roosters | 20 – 0 (0-0 6-0 8-0 6-0) referto | Jyväskylä Jaguars | Velodromo di Helsinki |

| Helsinki 11 maggio 2024, ore 13:00 2ª giornata | Helsinki Wolverines Blue | 20 – 8 (8-0 6-8 6-0 0-0) referto | Helsinki Roosters | Velodromo di Helsinki |

| Helsinki 1º giugno 2024, ore 15:00 3ª giornata | Helsinki Roosters | 8 – 25 (0-0 8-13 0-12 0-0) referto | Seinäjoki Crocodiles | Velodromo di Helsinki |

| Kuopio 9 giugno 2024, ore 12:00 4ª giornata | Kuopio Steelers | 33 – 0 (6-0 7-0 0-0 20-0) referto | Helsinki Roosters | Väinölänniemen stadion |

| 30 giugno 2024, ore 14:00 6ª giornata | Jyväskylä Jaguars | 35 – 12 (6-6 6-0 16-6 7-0) referto | Helsinki Roosters |  |

| Helsinki 6 luglio 2024, ore 14:00 7ª giornata | Helsinki Roosters | 0 – 13 (0-0 0-6 0-7 0-0) referto | Helsinki Wolverines Blue | Velodromo di Helsinki |

| Seinäjoki 14 luglio 2024, ore 16:30 8ª giornata | Seinäjoki Crocodiles | 30 – 6 (0-0 8-0 14-0 8-6) referto | Helsinki Roosters | Wirokit Stadion |

| Helsinki 20 luglio 2024, ore 15:00 9ª giornata | Helsinki Roosters | 0 – 39 (0-14 0-7 0-6 0-12) referto | Kuopio Steelers | Velodromo di Helsinki |

### Statistiche di squadra
| Competizione      | %Vittorie | In casa | In casa | In casa | In casa | In casa | In casa | In trasferta | In trasferta | In trasferta | In trasferta | In trasferta | In trasferta | Totale | Totale | Totale | Totale | Totale | Totale |
| Competizione      | %Vittorie | G       | V       | N       | P       | Pf      | Ps      | G            | V            | N            | P            | Pf           | Ps           | G      | V      | N      | P      | Pf     | Ps     |
| ----------------- | --------- | ------- | ------- | ------- | ------- | ------- | ------- | ------------ | ------------ | ------------ | ------------ | ------------ | ------------ | ------ | ------ | ------ | ------ | ------ | ------ |
| Stagione regolare | .125      | 4       | 1       | 0       | 3       | 28      | 77      | 4            | 0            | 0            | 4            | 26           | 118          | 8      | 1      | 0      | 7      | 54     | 195    |
| Totale            | .125      | 4       | 1       | 0       | 3       | 28      | 77      | 4            | 0            | 0            | 4            | 26           | 118          | 8      | 1      | 0      | 7      | 54     | 195    |